# Corythalia clara
Corythalia clara là một loài nhện trong họ Salticidae.
Loài này thuộc chi Corythalia. Corythalia clara được Ralph Vary Chamberlin & Wilton Ivie miêu tả năm 1936.